# 取潔中學
澳门取潔中學是澳門一所已停辦的學校，曾提供学前教育、小学教育预备班、小学及中学六年教育課程。

## 學校資料
初期只设小学一年级，1962年增设学前教育、小学预备班两级及小学四级。70年代增建大型校舍，学生不断增加。1996—1997年度设学前教育及小学预备班17个班，小学22个班，中学10个班，在校学生2082人，教师68名，以中文授課。

## 大事表
- 1996年，約一千多名取潔中學學生分別轉往海星中學及利瑪竇中學就讀。
- 1999年5月2日，取潔中學正式併入利瑪竇中學，當時全部學生仍在取潔舊址上課。
- 1999年，取潔中學被耶穌會接收並結束辦學，該會將利瑪竇中學遷往取潔的原址繼續辦學。

## 校友
- 譚志強博士 - 澳門科技大學助理教授，著名電台電視節目主持人／評論員（名咀）、專欄作家、兩岸問題專家。
- 蔡梓瑜博士 - 前澳門海星中學校長。

## 外部連結
- 澳門取潔中學校友會（页面存档备份，存于）
- 澳門取潔事件資料室（页面存档备份，存于）